# Joseph Story
Joseph Story (ur. 18 września 1779, zm. 10 września 1845) – amerykański prawnik, sędzia Sądu Najwyższego Stanów Zjednoczonych.
Po śmierci Jacoba Crowninshielda z ramienia Partii Republikańskiej został wybrany w specjalnych wyborach uzupełniających do Izby Reprezentantów Stanów Zjednoczonych jako przedstawiciel stanu Massachusetts. Funkcję tę pełnił niecały rok, do końca dziesiątej kadencji Kongresu Stanów Zjednoczonych. Nie ubiegał się o reelekcję na kolejną kadencję.
Po śmierci Williama Cushinga, prezydent James Madison 18 listopada 1811 wysunął jego kandydaturę na zwolnione miejsce w Sądzie Najwyższym Stanów Zjednoczonych. Zyskała ona akceptację Senatu 3 lutego 1812. Funkcję sędziego Sądu Najwyższego Stanów Zjednoczonych sprawował przez ponad 33 lata, do śmierci 10 września 1845.
Od 1829 roku był również profesorem prawa na Uniwersytecie Harvarda.
Od jego nazwiska pochodzi nazwa hrabstwa Story w stanie Iowa.